# Дюк Нейлон
Денис Клейтън „Дюк“ Нейлон (на английски: Dennis Clayton "Duke" Nalon) е американски пилот от Формула 1. 

## Биография
Роден на 2 март 1913 г. 
Нейлон печели състезания по източното крайбрежие на Съединените щати през 30-те години на XX век. Състезава се с малки коли през цялата си кариера.
Участва в „500-те мили на Индианаполис“. Състезанието е част от Световния шампионат на Формула 1 от 1950 до 1960 г. и пилотите, които се състезават в Индианаполис през тези години, са признати за участници в Световния шампионат и получават точки за участията си.
Нейлон участва в три състезания от Световния шампионат на Формула 1 (през 1951, 1952 и 1953 г.), само в Индианаполис, без да спечели точки. Най-доброто му класиране е десето място и веднъж се класира на пол позиция.
Умира през 2001 г. През 2015 г. е включен в американската Зала на славата на мотоспортовете.